# Ylva Lööf
Ylva Maria Lööf (født 28. februar 1958) er en svensk skuespillerinde. Hendes filmroller inkluderer blandt andet Som i himlen (2004) og Luftkastellet der blev sprængt (2009), samt tv-serier som Rederiet, Skærgårdsdoktoren, Beck og Ægte mennesker.

## Udvalgt filmografi
- Varuhuset (tv-serie, 1989)
- Tre kärlekar (tv-serie, 1989-1991)
- V som i viking (tv-serie, 1991)
- Rederiet (tv-serie, 1997)
- Skærgårdsdoktoren (tv-serie, 1998)
- Som i himlen (2004)
- Wallander (tv-serie, 2006)
- Beck (tv-serie, 2006)
- Kvarteret Skatan (tv-serie, 2006)
- Pas på fjolserne (2007)
- Luftkastellet der blev sprængt (2009)
- Ægte mennesker (tv-serie, 2012)
- Mord i Skærgården (tv-serie, 2012)
- Fjällbacka-mordene - Lysets dronning (2013)
- Tilbage til Bromma (2014)
- Således også på jorden (2015)
- Rebecka Martinsson (tv-serie, 2020)
- Young Royals (tv-serie, 2021)
- En hæderlig jul (julekalender, 2021)
- Hændelser ved vand (tv-serie, 2023)